# پل جان فراندسن
پل جان فراندسن (به انگلیسی: Paul John Frandsen)، متولد ۳ دسامبر ۱۹۴۳، مصرشناس دانمارکی است. او نویسنده چندین کتاب در مورد زبان و مذهب مصر باستان است، از جمله، اخیراً، ازدواج با محارم و ازدواج با خویشاوندان نزدیک در مصر و ایران باستان: بررسی شواهد است.

## ازدواج با خویشاوندان نزدیک در مصر و ایران باستان: بررسی شواهد
این اثر به بررسی شواهد ازدواج و روابط جنسی بین خواهر و برادر و بین والدین و فرزند در مصر باستان و ایران پیش از اسلام می‌پردازد. با روابط محارم، به عنوان یک ویژگی فرهنگی، معمولاً هم برای مصر باستان و هم برای ایران به این دلیل که شواهدی برای آن غیرقابل اعتماد هستند یا اینکه تنها به عنوان یک استثنا یافت می‌شود، یا اینکه تنها توسط کسانی حق سلطنت به عنوان نمایندگان الهی بر روی زمین را داشتند، بررسی می‌شود.
هیچ‌یک از این دو دیدگاه، از منظر این مطالعه، قابل قبول نیستند. این کتاب بررسی خود را به منابع روابط محارم بین اعضای خانواده‌های هسته‌ای غیرسلطنتی محدود می‌کند و استدلال‌هایی را علیه این اصل رایج مطرح می‌کند که ممنوعیت زنای با محارم یک پدیده جهانی است.
نتیجه‌گیری در کتاب در مورد ازدواج با محارم در ایران باستان:
1. ازدواج با محارم در ایران باستان یک تابو نبود.
2. اصطلاح xvētōdah بهتر است به عنوان ازدواج نزدیک و نه محارم برچسب زده شود.
3. هدف اصلی xvētōdah بهره‌مندی از محاسن آن به عنوان یک عمل مذهبی بود، بنابراین، صرف نظر از اینکه آیا چنین ازدواج‌هایی می‌تواند منجر به تولید مثل شود یا خیر، خود عمل و قصد داشتن برای رابطه جنسی بسیار مهم بوده است.
4. زرتشتیان به شدت تحت تأثیر باورهای دینی خود، به ویژه باورهای مربوط به کیهان‌شناسی و آخرت‌شناسی و انجام فتوت بودند.
5. دلیلی وجود ندارد که فکر کنیم ازدواج‌های نزدیک در ایران نادر بوده است.
6. نمی‌توان منشأ دقیق ازدواج نزدیک را در ایران پیدا کرد و نویسنده مطمئن نیست که ایرانیان این رسم را از تمدن‌های باستانی دیگر گرفته باشند. به عبارت دیگر، ازدواج فامیلی ممکن است در اصل متعلق به خود پارسیان (ایرانیان) بوده باشد.
7. فرضیه ذهنیت اردوگاهی (camp mentality hypothesis؟) به‌طور کامل در مورد زنای با محارم در میان زرتشتیان صدق نمی‌کند.[۴]